# Čypėnai
Čypėnai − wieś na Litwie, w okręgu poniewieskim, w rejonie birżańskim, w gminie Wobolniki. W 2011 roku liczyła 82 mieszkańców.